# John Michael Wright

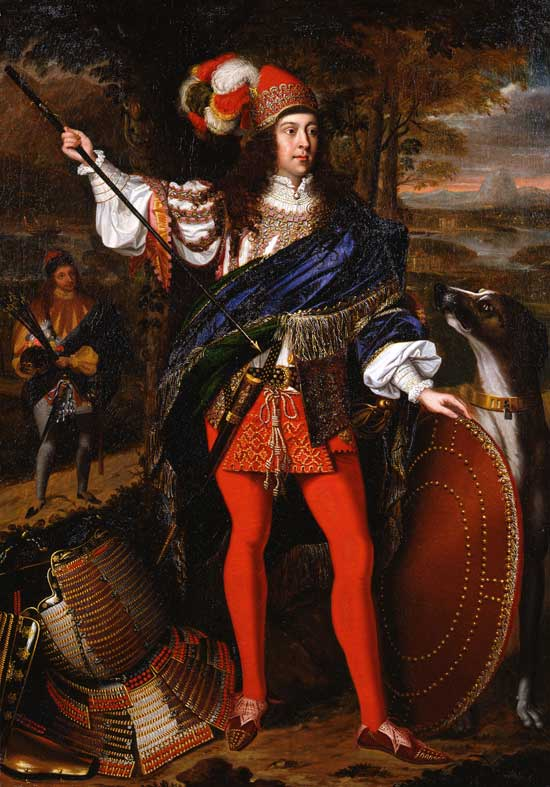
Porträt Sir Neil O’Neills (1680), heute in der Tate Gallery

John Michael Wright (* 25. Mai 1617 in London; † 1. August 1694 ebenda) war ein englischer Maler, der Porträts von prominenten und bedeutenden Persönlichkeiten im 17. Jahrhundert geschaffen hat.
Unter seinen Werken sind Bilder von Thomas Hobbes und Karl II. (England).
Während eines Rom-Aufenthalts in den 1640er-Jahren wurde Wright katholisch.